# Sweetback
Sweetback — британская музыкальная группа, состоящая из трёх музыкантов известной группы Sade, но без участия её лидера и вокалистки Шаде Аду. Группа существует с 1994 года параллельно с Sade и выпустила два альбома с композициями в различных жанрах от соула до хауса. Для записи вокальных партий приглашались такие исполнители, как Амель Ларьё, Лерой Осборн, Бахамадия, Максвелл, Айя (Lysa Aya Trenier) и другие.
Название коллектива, по всей видимости, отсылает к фильму 1971 года «Свит Свитбэк: Песня мерзавца» (англ. Sweet Sweetback's Baadasssss Song), ставшему классикой жанра blaxploitation.

## Состав
- Стюарт Мэтьюмен (вокал, гитара, саксофон)
- Пол Спенсер Денман (бас-гитара, драм-машина)
- Эндрю Хейл (пианино, клавишные)

## Дискография

### Альбомы
- 1996 — Sweetback (Epic/Sony)
- 2004 — Stage 2 (Epic/Sony)

### Синглы
- 1997 — You Will Rise (Epic/Sony)
- 1997 — Au Natural (Epic/Sony)
- 2004 — Lover (Epic/Sony)
- 2004 — Things You'll Never Know (Epic/Sony)

### Видеография
- 1997 — You Will Rise
- 2004 — Lover
- 2004 — Things You'll Never Know